# Ulrike von der Osten

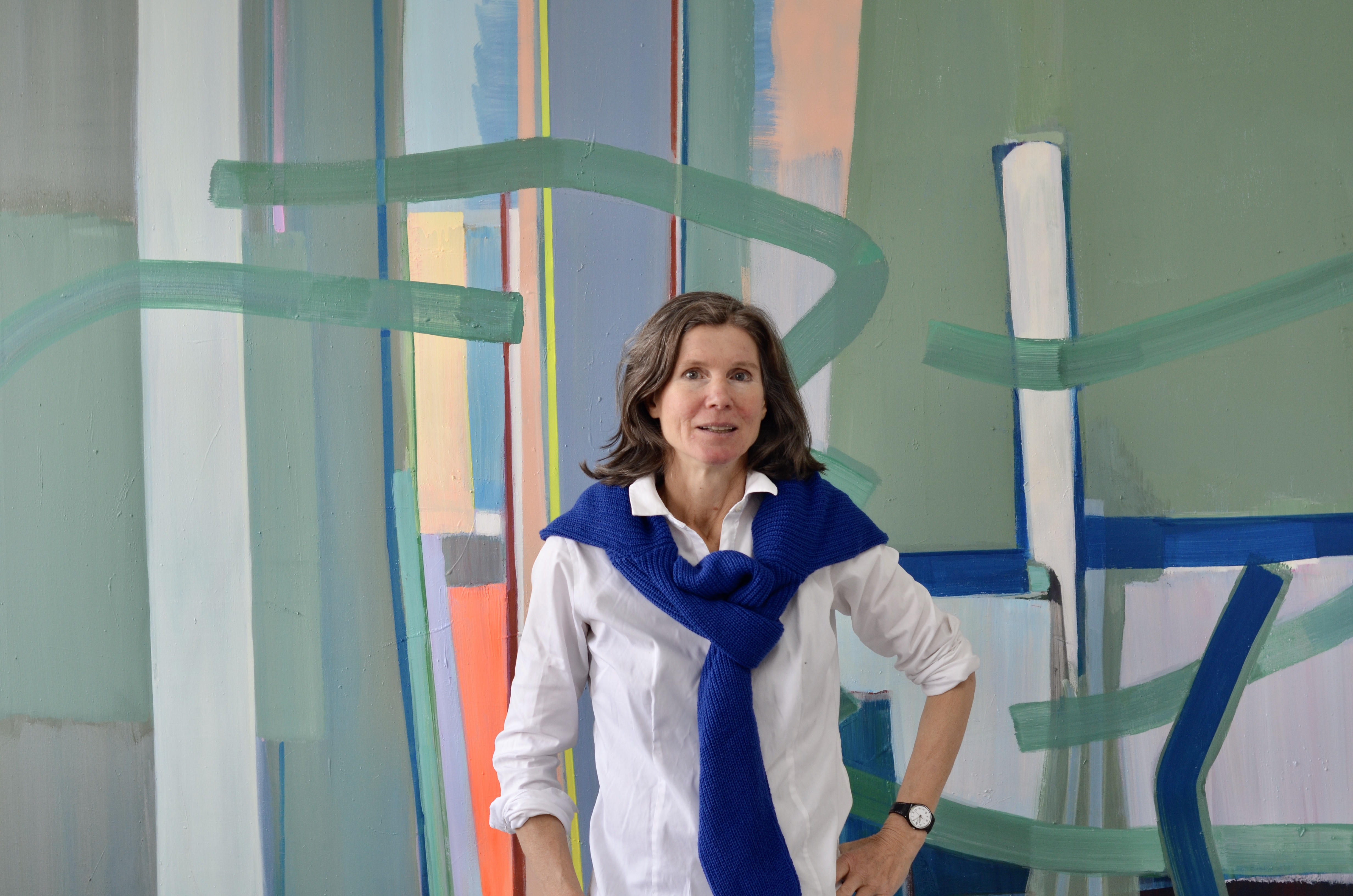
Ulrike von der Osten 2020

Ulrike von der Osten (bürgerlicher Name: Ulrike Knobloch-von der Osten, * 1962 in Hildesheim) ist eine deutsche Künstlerin mit Schwerpunkt Malerei, Zeichnung und Installation.

## Leben
Nach ihrem Studium der freien Malerei und Grafik an der Akademie der bildenden Künste Nürnberg bei Georg Karl Pfahler von 1982 bis 1987  mit Diplomabschluss ist sie seit 1993 freischaffend in Frankfurt am Main und Offenbach am Main tätig. Seit 2008 ist Ulrike von der Osten Dozentin bei der Altana-Kulturstiftung, Museum Sinclair-Haus in Bad Homburg. Als Dozentin an der Sommerakademie Neuburg an der Donau wirkt sie seit 2018.
2019 erhielt sie einen Lehrauftrag Malerei an der Universität Eichstätt.
Ulrike von der Osten lebt und arbeitet in Offenbach am Main. Sie ist verheiratet mit Stephan Knobloch, Leiter der Gemälde- und Skulpturenrestaurierung am Städel Museum in Frankfurt am Main. Gemeinsam haben sie zwei Töchter. Von der Osten gehört als Familienmitglied zum Uradelsgeschlecht von der Osten.

## Ausstellungen/Stipendien (Auswahl)
- 2012 Kunstpreis Schrankstipendium[3][4]
- 2012 Ausstellung Galerie Perpetuel
- 2012 Performance mit Charlotte Malcolm-Smith
- 2013 Marion Mundt Gedächtnisausstellung Frankfurt am Main, Gruppenausstellung
- 2013 Ausstellung Kulturamt Frankfurt am Main mit Fotografie, Video, Malerei
- 2014 Minne und Pass, Museum Goch, Installation mit Video, Fotografie, Malerei[5][6]
- 2015 Wandinstallation, Zollamtstudio Offenbach am Main
- 2016 Coming all together, Galerie Perpetuel
- 2017 Mit Kunst für die Kunst, Kunsthalle Darmstadt
- 2018 Schulkünstlerprojekt, Stiftung der Frankfurter Sparkasse 1822,
- 2019 so läuft der Hase, Gastausstellung beim BOK Bund Offenbacher Künstler e. V.
- 2020 maps and other situations, Heussenstamm. Raum für Kunst und Stadt, Kunstgalerie Frankfurt am Main[7]
- 2020 Arbeitsstipendium Hessische Kulturstiftung
- 2020 Die Kunst braucht dich, Förderung mit Ausstellung prämierter Künstler, Kunstverein Ebene B1 Taunusanlage e. V. Kunst in den öffentlichen Raum[8]
- 2021 Scheitelpunkt, Einzelausstellung, Kunstverein Ebene-B1, Taunusanlage e. V.[9]